# Asiacardiochiles
Asiacardiochiles är ett släkte av steklar. Asiacardiochiles ingår i familjen bracksteklar.
Kladogram enligt Catalogue of Life:
| Asiacardiochiles | \| \| Asiacardiochiles eremophilasturtiae \| \| \| \| \| \| Asiacardiochiles lygropiae \| \| \| \| \| \| Asiacardiochiles minutus \| \| \| \| |
|                  | \| \| Asiacardiochiles eremophilasturtiae \| \| \| \| \| \| Asiacardiochiles lygropiae \| \| \| \| \| \| Asiacardiochiles minutus \| \| \| \| |
|                  | Asiacardiochiles eremophilasturtiae |
|                  | |
|                  | Asiacardiochiles lygropiae |
|                  | |
|                  | Asiacardiochiles minutus |
|                  | |